# ФИФА Фестивал навијача
ФИФА Фестивали навијача је јавни догађај у у организацији ФИФА и градова домаћина током ФИФА Светског првенства. ФИФА Фан Фестивали (првобитно названи FIFA Fan Fests) су уследили након успe[nog јавног гледања на Светском првенству у фудбалу 2002. у Јужној Кореји и постали су суштински део турнира од Светског првенства у фудбалу 2006. у Немачкој.
Фестивали навијача одржавају се на култним локацијама у градовима домаћинима и обухватају преносе фудбалских утакмица на огромним екранима, концерте уживо, забаве, храну, пиће и друге активности и забаву. ФИФА је 2022. године поново увела Фестивале навијача под новим називом за Светско првенство у фудбалу 2022. одржаног у Катару.

## Историја

### Позадина
Прво ФИФА Светско првенство 1930. у Уругвају је емитовано на радију, а навијачи су се окупљали око пријемних станица. ФИФА је била пионир ТВ преноса фудбалских турнира током Светског првенства у Швајцарској 1954. године, а људи у многим земљама носили су телевизоре на улицама и гледали их заједно са својим комшијама.
Светско првенство у фудбалу 1998. у Француској било је прво које је емитовано на огромним екранима у градским центрима, али је у то време изум масовног јавног гледања био очекивани ефекат несташице улазница изазван низом фактора.

### 2002, Јужна Кореја
Светско првенство у фудбалу 2002. које су заједнички организовали Јужна Кореја и Јапан, прво Светско првенство које је одржано у Азији, изненадило је свет јединственом корејском културом јавног гледања и уличног навијања. Јапанске власти су понашање одушевљених навијача сматрале девијантним, деловале су рестриктивно по питању јавног гледања и ограничиле га на одређене локације, односно Национални стадион у Токију где се окупило скоро 45 хиљада људи да гледа пренос утакмица у Осаки и Сендају. Корејска јавна управа је, напротив, толерисала јавну демонстрацију узбуђења навијача и подржавала стварање јавних површина за гледање (ПВА) у урбаном окружењу где би људи могли да гледају утакмице на такозваним „великим екранима“. Поред ПВА које су поставиле локалне власти и електричних огласних плоча на зградама многе локалне компаније су поставиле мобилне екране на камионима.
Фудбалска репрезентација Јужне Кореје показала је изузетан учинак током целог турнира, а њене присталице биле су по улицама и трговима како би гледале преносе на екранима и заједнички славиле. Полиција је толерисала екстремне демонстрације узбуђења навијача, а корејски медији су уличне присталице приказали у позитивном светлу. Улично навијање у корејском стилу које је организовала група за подршку националног тима Црвени ђаволи постали су утисак широм света јер се скоро 7 милиона Корејаца (1 од 7 популације) окупило на ПВА током полуфиналне утакмице између Јужне Кореје и Немачке. Јавни преноси и улично навијање пружили су Светском првенству другачију „културу гледања“ која је комбиновала искуство висококвалитетног ТВ преноса и пријема ван куће на стадиону где је дружење појачало забаву и појачало осећања.

### 2006, Немачка
У припремама за ФИФА Светско првенство 2006, ФИФА и Организациони комитет су тражили начин да угосте људе који планирају да посете Светско првенство. Искуство прошлих светских првенстава и јавно гледање је конципирано у 4-недељним догађајима за фудбалске присталице да се састану, укрцају, комуницирају, учествују у културним активностима и гледају све 64 утакмице на огромним видео зидовима. Од 2004. године ФИФА и градови домаћини заједнички су припремали детаље о трошковима, логистици, безбедносним питањима, и правима за емитовање. навијачи без улазница легитимна прилика да учествују на Светском првенству. За разлику од прошлих турнира на којима су навијачи без улазница били третирани као безбедносни ризик, Светско првенство у Немачкој је дочекало све присталице фудбала и тако створило позитивну атмосферу и пре почетка турнира. Иако су планери безбедности и медији били скептични и опрезни по питању јавног гледања, скептицизам је одбачен са почетком Светског првенства.
Фестивали навијача током светског првенства у фудбалу 2006. су организовани у 12 градова домаћина и привукли су 21 милион посетилаца током целог турнира према Немачкој националној туристичкој заједници (ФИФА је тврдила да је било преко 18 милиона посетилаца). По први пут у немачкој историји, догађај у Берлину је освојио више посетилаца од Октоберфеста. Келн Фан Фест је забележио 3 милиона посетилаца, затим 1,9 милиона у Франкфурту, 1,5 милиона у Штутгарту, 1,46 милиона у Хамбургу, по милион у Дортмунду и Минхену, 500 хиљада у Нирнбергу и Хановеру, 471 хиљада у Лајпцигу, 350 хиљада у Гејлсенкирхену и Географији. у Кајзерслаутерну  Те бројке су премашиле сва очекивања, а неки од градова домаћина морали су да прошире просторе Фан Фест-а усред Светског првенства. Најпопуларнији Фестивали навијача били су смештени у ужем градском језгру, а приступ власти Нирнберга да центар града буде генерално „без навијача“ показао се неефикасним јер су многе фудбалске присталице радије остајале у живописном центру града. Према анкетама спроведеним током ФИФА Светског првенства 2006. на Фестивалима навијача у Берлину, Франкфурту и Минхену, 28% посетилаца је путовало преко 100 километара да би присуствовало догађају, а до 84% је тамо дошло заједно са пријатељима. Око 21% странаца интервјуисаних на Фан Фестовима посетило је Немачку да види Светско првенство без улазница за било коју утакмицу. Додатни позитиван ефекат имало је медијско праћење догађаја јер су слике навијача како славе испред огромних екрана привукле још више посетилаца из суседних европских земаља који су спонтано одлучили да учествују у прославама на Фан фестовима.
Упркос мањим недоследностима у планирању и извођењу, концепт Фан феста је био толико успешан да су многи људи касније преузели личну одговорност за осмишљавање манифестације. Године 2007. ФИФА и 12 градова домаћина добили су Немачку маркетиншку награду за спорт за иновативну природу и маркетиншки концепт Фестивала навијача током финала Светског првенства 2006. ФИФА и градови домаћини успели су да створе и пријатно окружење за стране навијаче јер се 95% анкетираних на Фестовима сложило да су догађаји недвосмислена декларација о међународној природи Светског првенства, а да није био само догађај за Немце. Промишљена имплементација јавног гледања на тако велики фудбалски догађај као што је Светско првенство 2006. поставила је преседан. Непосредно после Светског првенства 2006. ФИФА је објавила да је регистровала заштитни знак за Фан Фестове, преузела организацију и маркетинг и да ће Фан Фестове учинити саставним делом будућих ФИФА Светских првенстава.

### 2010, Јужна Африка
ФИФА је даље развила концепт Фан Фест-а за ФИФА Светско првенство у Јужној Африци 2010. године. Тада је ФИФА постала глобална са 6 међународних фестивала навијача у Берлину, Мексико Ситију, Паризу, Рио де Жанеиру, Риму и Сиднеју, поред 10 националних фестивала навијача у Кејптауну, Дурбану, Сандтону, Совету, Порт Елизабету, Блумфонтејну, Мбомбелау, Полокване, Рустенбург и Преторија. Према ФИФА-и, Фести навијача у градовима домаћинима привукли су преко 2,6 милиона навијача, а Дурбан, Кејптаун и Порт Елизабет су биле најпопуларније локације са 741 хиљада, 557 хиљада и 276 хиљада посетилаца.
Јужноафричка влада сматрала је Светско првенство 2010. великим успехом за националну економију. Домаћинство међународног турнира помогло је градовима домаћинима да привуку инвестиције у спортске објекте, телекомуникације и транспортну инфраструктуру, подстакло је туризам и промовисало национални идентитет (што је било посебно важно за земљу која је била под апартхејдом 46 година). Наслеђе Светског првенства 2010. укључивало је развојне пројекте који су користили локалним заједницама и који су били директно повезани са ФИФА фестивалима навијача. Спортски центар Мангаунг на отвореном у Блумфонтејну који је требало да постане локација Фан Фест-а прошао је поправке и надоградње које су остале након завршетка турнира. Власти Кејптауна омогућиле су невладиним организацијама које раде на заштити животне средине и иницијативама за одрживост значајно присуство на главном Фестивалу навијача Светског купа на Великој паради. Развојни пројекти у граду Тсхване кретали су се од проширења ЦЦТВ- а до пружања додатне сигурности за фанове како би подржали неформалне трговце, продавце и уметнике. Локални продавци угоститељских објеката су сертификовани и дозвољено им је да раде на Фан Фестовима и другим местима; трговцима је пружена прилика да продају домаћу робу посетиоцима, а уметници су учествовали у активностима Фан феста. Сви они су додати владиној бази података како би се размотрили за будућу сарадњу са властима града. Године 2012. ФИФА је покренула фонд за наслеђе Светског првенства 2010. за подршку широком спектру развојних пројеката у области спорта, образовања, здравства и хуманитарних активности у Јужној Африци.

### 2014, Бразил
Фестивал навијача ФИФА Светског првенства 2014. одржан је у 12 градова домаћина: Рио де Жанеиро, Сао Пауло, Бразилија, Бело Хоризонте, Кујаба, Куритиба, Форталеза, Манаус, Натал, Порто Алегре, Салвадор и Ресифе. Фан Фест је постављен на култним локацијама, заједничким местима за јавне прославе. Бразилска фудбалска звезда Роналдо постао је амбасадор Фан Феста за Светско првенство 2014. поред улоге члана Организационог одбора. Због високих трошкова инфраструктуре Светског првенства, градови домаћини су желели да привуку приватне инвеститоре да суфинансирају Фесте навијача за фудбалске присталице. Т.е., општина Ресифе је проћердала јавна средства на изградњу Арене Пернамбуко (14. најскупљи стадион на свету у то време са укупном ценом од 274 милиона) и тврдила да није у стању да финансира оригинални пројекат Фан Феста. У марту 2014, власти Ресифеа су изјавиле да ће чекати на спољно финансирање Фан Фест-а. Застој је решен месец дана пре Светског првенства у мају када су ФИФА и њен бразилски партнер самостално организовали Фан Фест у Ресифеу.
Навијачки фестивали Светског првенства 2014. привукли су преко 5,1 милион навијача, укључујући скоро милион туриста из 202 земље. Фан Фест на плажи Копакабана у Рио де Жанеиру био је најпопуларнији, са 937 хиљада посетилаца током целог Светског првенства, затим Сао Пауло са 806 хиљада посетилаца, Форталеза са 781 хиљаду и Манаус са 504 хиљаде гостију. Аргентина против Немачке била је најпопуларнија, са 265 хиљада фанова на Фан Фестовима у свих 12 градова домаћина.

### 2018, Русија
За Светско првенство у фудбалу 2018. у Русији, Фести навијача одржани су у Москви, Санкт Петербургу, Казању, Сочију, Волгограду, Нижњем Новгороду, Ростову на Дону, Калињинграду, Јекатеринбургу, Самари и Саранску. У новембру 2017. ФИФА је представила рекордног стрелца фудбалске репрезентације Русије Александра Кержакова и француског победника Светског првенства 1998. и победника Еура 2000. Марсела Десаија као амбасадоре за Фестивале навијача Купа 2018.
Према ФИФА, Фести навијача привукли су 7,7 милиона људи, што је за четвртину премашило бројке на Светском првенству 2014. у Бразилу. Фестивали на Врапчевим брдима у Москви и у Санкт Петербургу премашили су по милион учесника са 1,87 и 1,303 милиона пристутних фанова. На Фан фесту у Казању учествовало је 738 хиљада људи. Нижњи Новгород, Самара и Волгоград привукли су по 600 хиљада; затим 500 хиљада по Сочију и Ростову на Дону, 400 хиљада у Саранску, 385 хиљада у Калињинграду и 310 хиљада у Јекатеринбургу. Само утакмица Русија – Уругвај привукла је скоро пола милиона навијача на Фестивале навијача широм земље. Време емитовања свих утакмица износило је 917 сати, а распоред догађаја за Фан Фестове достигао је 323 сата.

### 2022, Катар
За Светско првенство 2022. у Катару, који је постао први спортски мега-догађај који је организован на Блиском истоку, ФИФА је поново замислила и поново увела Фан Фест као разноврснији и инклузивнији Фестивал навијача. Нова визија је комбиновала јавно гледање на огромном екрану са ширим избором културних активности из домена уметности, музике и гастрономије. Фестивали навијача увели су бројне дигиталне и физичке активности везане за фудбал, као што су ексклузивне фудбалске утакмице уз учешће ФИФА легенди. ФИФА+ платформа је постала суштински део Фестивала навијача како би навијачима омогућила приступ сваком важном тренутку Светског првенства.
Од 20. новембра до 18. децембра 2022. године, главни фестивал обожаватеља одржаће се у парку Ал Бида дуж живописног Доха Цорницхе (шеталиште поред залива), који може да прими до 40.000 гостију. У оквиру новог модела лиценцирања који је ФИФА увела 2022. године, њени постојећи и будући партнери могу покренути локалне фестивале навијача у великим градовима ван земаља домаћина како би искуство турнира учинили доступнијим глобалној заједници навијача. Овај приступ помаже да се одговори на изазове вођења ФИФА мега-догађаја у мањим земљама као што је Катар. За 2022. ФИФА је одобрила 6 места за фестивал навијача чији су домаћини брендови АБ ИнБев : Бадвајзер Фан Фестивали у Лондону, Сеулу и Дубаију, Цорона Фан Фестивал у Мексику, Брахма Фан Фестивали у Сан Паолу и Рио де Жанеиру.
Да би поштовала муслиманске традиције које забрањују конзумирање алкохола, што се сматра ритуалом навијачке културе, ФИФА је одлучила да постави нека ограничења. Пиће ће се служити на стадионима у зависности од времена почетка, на Фестивалу навијача између 18:30 и 01:00, и у неким другим фан зонама које је одобрила ФИФА. У контексту Светског првенства 2022., овај приступ је неприметно употпунио нову визију Фестивала навијача јер је породицама са децом обезбедио зону без алкохола током већег дела дана.

### 2023, Аустралија и Нови Зеланд
За Светско првенство за жене 2023. у Аустралији и Новом Зеланду, ФИФА је најавила фестивале навијача у свих девет градова домаћина.

### 2026, Северна Америка
У јуну 2022. ФИФА је објавила листу градова домаћина и стадиона за Светско првенство у фудбалу 2026. чији ће заједнички домаћини бити Сједињене Државе, Канада и Мексико. На листи су били Торонто и Ванкувер у Канади; Гвадалахара, Мексико Сити и Монтереј у Мексику ; Атланта, Бостон, Далас, Хјустон, Канзас Сити, Лос Анђелес, Мајами, Њујорк / Њу Џерси, Филаделфија, Сан Франциско и Сијетл у Сједињеним Државама. Предложени простори за фестивал обожаватеља укључивали су локације као што су Либерти Стејт Парк  Џерси Сити, Њу Џерси), Централ Парк (Њујорк), и Национални тржни центар (Вашингтон).

## Организација

### Спонзорство
ФИФА нуди својим филијалама различите могућности спонзорства и партнерства које пружају препознатљивост на ФИФА фестивалима навијача у градовима домаћинима. Фестивал навијача Светског купа 2010. представио је компанију Коца-Кола као спонзора за представљање, МТН Гроуп и Нео Африца као спонзоре и Јужноафричку радиодифузну корпорацију као званичног емитера. ФИФА Фан Фестове на Светском првенству 2014. спонзорисали су АмБев, Кока-Кола, Хјундаи Киа, Banco Itaú, Johnson & Johnson, Ои и Сони. Године 2018 ФИФА Фан Фест у Русији спонзорисали су је Адидас, Кока-Кола, Ванда, Газпром, Хјундаи, Qatar Airways и Виса као ФИФА партнере и Бадвајзер, Хисенсе, McDonald's, Mengniu Dairyу и Виво.

### Прописи
ФИФА захтева од земаља домаћина да примењују посебне подзаконске акте и прописе за време трајања Светских првенстава. Те мере имају за циљ да ФИФА-и, њеним спонзорима и партнерима обезбеде ексклузивна права унутар и око спортских објеката и фестивала навијача. Такви прописи су укључени у законе специфичне за Светско првенство, као што су Закон о посебним мерама у Јужној Африци, Општи закон о Светском првенству у Бразилу и Федерални закон о одржавању Светског првенства у фудбалу 2018. и Купа конфедерације ФИФА 2017. у Русији. Што се тиче ФИФА фестивала навијача, ти закони регулишу оглашавање, натписе, уличну трговину и продају, улепшавање и декорацију. Према тим законима, ФИФА, њени спонзори, партнери и овлашћене треће стране добијају ексклузивна права за оглашавање и продају робе, хране и пића у оквиру и око Фестивала навијача. Године 2010. локални неформални бизнис је интегрисан у догађаје Светског купа кроз развојне пројекте који промовишу локалну културу. У 2014. години, локална предузећа, невладине организације, друштвене организације и локалне власти то су постигли преговорима.

### Искуство
ФИФА фан фестивали без улаза пружају посетиоцима инклузиван, посебан и веома емотиван начин да гледају утакмице Светског првенства. Односно, према мониторингу и анкетама током ФИФА Светског првенства у Немачкој 2006. године, удео навијачких група на Фан фестовима достигао је 44% и тиме знатно премашио удео жена на стадионима. ФИФА не забрањује конзумацију алкохола на Фестивалима навијача, јер је праћење кроз Светско првенство 2006. у Немачкој, Светско првенство 2010. у Јужној Африци и Светско првенство у Бразилу 2014. доказало да продаја алкохола не изазива узнемиравање јавности или насиље, док је одсуство алкохола на Навијачу Фестивали могу обесхрабрити обожаваоце да посећују ПВА и усмерити их ка периферним баровима и областима где би могли да буду мета хулигана. Због политике ФИФА-е, Бразил је чак морао привремено да укине забрану продаје алкохола на фудбалским утакмицама наметнуту 2003. године у покушају да обузда насиље навијача.
Поред преноса уживо, ФИФА Фан Фестивали нуде храну и пиће, робу и разне забавне догађаје домаћих и међународних уметника. Почетак Светског првенства 2006. прослављен је концертом на Фан фесту у Берлину, који је започео шкотски рок бенд Симпле Миндс, а потом канадска поп певачица Нели Фуртадо, енглески бенд Right Said Fred и италијански певачи Ђана Нанини и Андреа Бочели. Организовани су концерти и представе уживо током дана Светског првенства када није било заказаних утакмица. У 2010. распоред догађаја за Фан Фестове износио је 2600 сати у градовима домаћинима и 1600 сати на Међународним фестивалима навијача. У Бразилу, партнер ФИФЕ за емитовање, ТВ Глобо, организовао је 754 музичка наступа уживо на Фан Фестовима у градовима домаћинима током 25 дана Светског првенства. Кристијано Араухо, Клаудија Лејте, Жота Квест, Сканк, Луан Сантана и Густаво Лима наступили су за бразилске и стране љубитеље фудбала у 10 зона. Организатори Фан Феста такође су имали за циљ да промовишу локалну културу кроз разне забавне активности и обезбеде породично окружење где би деца могла да прате родитеље или да се играју у заштићеним просторима прилагођеним деци. Године 2018. ФИФА Фан Фестови у Русији представили су Земфиру, Браво, Каста, Вадима Самоилова из бенда Агатата Кристи, Бени Бенаси, Пол Окенфолд, Пендулум и други.

### Фестивали са лиценцом ФИФА и јавно гледање
ФИФА поставља званичне фестивале навијача и има власништво над брендом. Такође лиценцира друге формате навијачких догађаја и јавног гледања. Према новом моделу лиценцирања Међународног ФИФА Фан Фест-а, који је уведен 2022. године, званични ФИФА партнери могу покренути локалне фестивале навијача у строгом складу са ФИФА смерницама. ФИФА такође дозвољава организовање незваничних комерцијалних и некомерцијалних јавних површина за гледање (ПВА).
Средства прикупљена лиценцирањем комерцијалних јавних површина за гледање додељују се различитим програмима друштвеног развоја преко тела повезаних са ФИФА. Године 2006. средства су донирана СОС дечјим селима и званичној хуманитарној кампањи Светског првенства 2006. „Шест села за 2006. годину“, приход од Светског првенства 2010. је искоришћен за обнову 20 фудбалских центара у Јужној Африци као део кампање „20 центара за 2010. годину“. Током СП издања из 2014. године, накнаде за лиценцирање ишле су организацијама у заједници које користе фудбал као катализатор друштвеног развоја као део програма друштвеног развоја ФИФА Фудбал за наду.

## Галерија
- Огроман екран се поставља у Дарлинг Харбор, 2010.
- Главни екран у Дарлинг Харбору током утакмице Србија против Гане, 2010.
- Један од екрана постављен у Дарлинг Харбору током утакмице Немачка против Аустралије, који се налази испред Конгресног и изложбеног центра у Сиднеју, 2010.
- Фан Фест у Трокадеру, Париз, 2010.
- Навијачи током утакмице за треће место на Светском првенству 2010. између Немачке и Уругваја у ФИФА Фан Фест арени на плажи Копакабана, у Рио де Жанеиру.
- 2014 Фан Фест у Бразилији, током уводне утакмице Бразил против Хрватске.
- Навијачи фудбалске репрезентације Чилеа на Фестивалу навијача у Рио де Жанеиру 2014.
- Белгијски навијачи навијају на фестивалу навијача у Рио де Жанеиру, 2014.
- Обожаваоци различитог порекла славе на Фан Фесту у Рио де Жанеиру 2014.